# Max Jenne
A/S Max Jenne fusionerede i 2009 med K.V. Tjellesen A/S og blev til Tjellesen Max Jenne A/S. Virksomheden er en af de to godkendte danske lægemiddelgrossister, der sælger medicin og andre varer til de danske apoteker og sygehusapoteker.
Max Jenne A/S blev grundlagt i 1919.

## Eksterne kilder og henvisninger
A/S Max Jennes hjemmeside Arkiveret 22. april 2008 hos  Wayback Machine
| Apoteksvæsen | Spire Denne artikel om apoteksvæsen er en spire som bør udbygges. Du er velkommen til at hjælpe Wikipedia ved at udvide den. |